# Nicky Hofs
Nicky Hofs (Arnhem, 17 maggio 1983) è un allenatore di calcio ed ex calciatore olandese di ruolo centrocampista.

## Carriera
Comincia a giocare nella squadra della propria città, il Vitesse, con la quale esordisce in Eredivisie nel 2001. Nel 2004 passa al Feyenoord prima di tornare in prestito nel Vitesse nel 2008. Nel 2010 va a Cipro, nell'AEL Limassol, prima di tornare nel Vitesse e chiudere infine nel Willem II.
Conta una presenza nella nazionale olandese. Partecipa invece agli Europei Under-21 del 2006 in Portogallo, durante i quali segna una doppietta nella semifinale contro la Francia (3-2) ed un gol nella finale di Porto, contro l'Ucraina, vinta per 3-0.

## Palmarès

### Nazionale
- Campionato d'Europa Under-21: 1

Olanda: 2006

### Competizioni nazionali
- Coppa dei Paesi Bassi: 1

Feyenoord: 2007-2008